# Olga Łapina (ur. 1978)
Olga Łapina (ur. 22 czerwca 1978) – kazachska lekkoatletka, specjalizują się w skoku o tyczce.
Wielokrotna medalistka mistrzostw kraju, także w (pierwszych latach kariery) w biegu na 100 metrów przez płotki, siedmioboju, skoku w dal oraz trójskoku.

## Rekordy życiowe
- Skok o tyczce (stadion) – 4,20 (2014) rekord Kazachstanu
- Skok o tyczce (hala) – 4,15 (2011) rekord Kazachstanu